# Follow God
Follow God è un singolo del rapper e produttore discografico statunitense Kanye West, pubblicato nel 2019 come primo estratto dall'album Jesus Is King. Il singolo è stato prodotto da BoogzDaBeast, Xcelence e West stesso, ed è passato nella contemporary hit radio britannica l'8 novembre per le etichette GOOD Music e Def Jam Recordings.
Alla sua pubblicazione, Follow God è stata la traccia apripista di Jesus Is King che ha performato meglio nei servizi di streaming musicale; contiene un sample del singolo Can You Lose by Following God della band Whole Truth. Il testo parla della connessione di West con suo padre, che è sia Dio che quello biologico Ray West, mentre mette in discussione l'essere «simile a Cristo».
Il singolo ha ricevuto critiche generalmente positive dalla critica specializzata, che l'ha definita miglior traccia del disco. È stato apprezzato il sample, definito «rimbalzante», il flow e il ritmo del rapping di West. Commercialmente parlando, Follow God ha debuttato alla settima posizione della Billboard Hot 100 negli Stati Uniti d'America, diventando la diciottesima traccia di West a raggiungere la top 10 di suddetta classifica. La canzone ha anche raggiunto la top 10 in altri nove paesi, tra cui Australia, Canada e Regno Unito.

## Origini e sviluppo
Kanye West produsse Follow God insieme a Xcelence e BoogzDaBeast, uno dei nomi meno noti presenti all'interno del progetto nonostante ne abbia prodotto sei tracce. West e BoogzDaBeast lavorarono insieme all'eponimo album in studio di debutto del duo Kids See Ghosts, formato dal rapper e Kid Cudi.

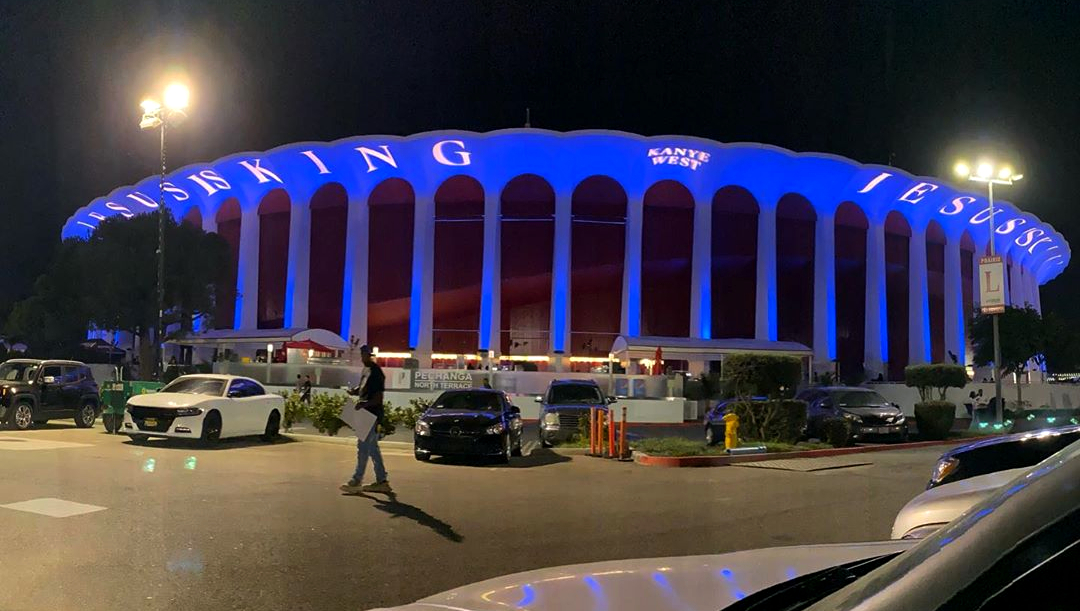
Il brano è stato presentato in anteprima al pubblico il 23 ottobre 2019 al The Forum di Los Angeles

Il titolo del singolo venne rivelato per la prima volta dalla moglie di West, Kim Kardashian, in un tweet del 27 settembre 2019 contenente la tracklist di Jesus Is King. In seguito, West presentò il brano il 23 ottobre alla festa di ascolto per il disco tenutasi al The Forum di Los Angeles.
Follow God fu una delle tre tracce che comportò lo slittamento della data di uscita del disco per problemi relativi al missaggio. Consequence, collaboratore di West, spiegò che il brano fu importante per il rapper perché era «in contrasto con il fantasma» di tracce precedenti come Otis, Good Morning, Champion e Heard 'Em Say. Sempre secondo Consequence, Follow God doveva «andare in un posto nuovo» ed «essere in sintonia con la gente»; aggiunse che lui e West avevano «una versione grezza che è stata ripulita» e preferirono la prima, credendo che «la gente ne sarà attratta». West citò il singolo come un esempio di lui che crea una traccia «che la gente non aveva mai sentito prima».

## Produzione
Follow God è una canzone trap contenente un sample di Can You Lose By Following God, brano soul della band Whole Truth pubblicato nel 1974. Venne comparata ad altre pubblicazioni antecedenti di West che hanno usato un sample, e nello specifico al brano del 2016 Father Stretch My Hands, Pt. 1, contenuto nell'album The Life of Pablo. Follow God si basa attorno alla linea vocale del sample, "Father, I stretch / Stretch my hands to You", che inizia al minuto 1:32 del brano originale. Il campionamento viene usato come prefazione, per poi essere incorporato nella produzione trap; quest'ultima venne scritta in re bemolle maggiore, e i battiti per minuto sono pari a 90.
Il testo parla del rapporto di West con suo padre, facendo riferimento sia a Dio che al padre biologico Ray West. Tuttavia, esso non è completamente religioso: West parla anche della fiducia che ripone in se stesso e della disconnessione dalla negatività causata dai social media. Il rapper inizia il suo verso con una rima sulla lotta per raggiungere la purezza in un mondo di peccato, mentre in altri punti si paragona a Gesù Cristo e Michael Jordan. In Follow God, West narra come ci si sente ad essere «simile a Cristo» dopo una discussione avuta con suo padre. La canzone termina con il rapper che conclude la lite ricordando che i due sono arrabbiati l'uno con l'altro, accompagnando con un grido da parte sua.
La frase «what is your life like» (lett. "com'è la tua vita") venne usata più volte sotto forma di domanda da parte di West, e fu comparata al verso del collega Shotgun Suge «What's your life like?». Uno scrittore del The Source sostenne che West abbia usato la frase come «mezzo per la contemplazione introspettiva», mentre Suge per «sfidare l'autenticità dei suoi avversari».

## Pubblicazione e promozione

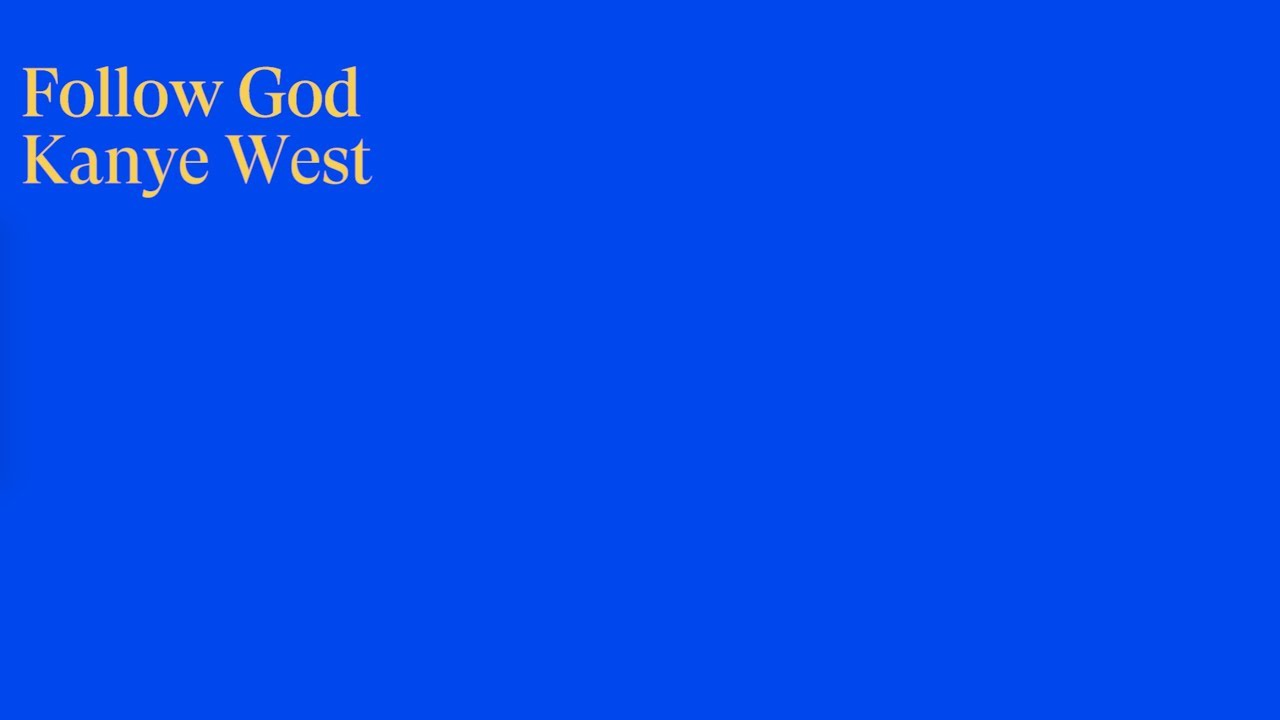
Copertina del lyric video di Follow God, pubblicato il 26 ottobre 2019 su YouTube

Il 25 ottobre 2019 venne pubblicato il nono album in studio di Kanye West, Jesus Is King: Follow God è presente come terza traccia del disco. Il 5 novembre West scelse il brano come singolo apripista dell'album, a seguito del riscontro positivo avuto dai servizi di streaming musicale che lo hanno reso il brano più ascoltato di Jesus Is King. La canzone fu trasmessa nella contemporary hit radio dell'emittente britannica BBC Radio 1 dall'8 novembre; successivamente, arrivarono le stazioni radiofoniche italiane l'11 novembre e quelle statunitensi il giorno successivo, il 12.
Il lyric video della canzone venne reso disponibile su YouTube il 26 ottobre 2019. Il 1º novembre West e il gruppo gospel Sunday Service Choir eseguirono Follow God all'evento Sunday Service Experience, tenutosi alla Bethany Rose Church di Baton Rouge, in Louisiana. Un'altra performance del brano ci fu all'Astroworld Festival del collega Travis Scott, il 9 novembre, quando West comparì a sorpresa sul palco di Houston.
Durante un'esibizione del Sunday Service Experience del 17 novembre alla Lakewood Church di Joel Osteen, West nominò il detenuto statunitense Rodney Reed, il quale ordine del tribunale venne posticipato grazie alla moglie del rapper, Kim Kardashian. Il rapper Pusha T ha annunciato la gravidanza della moglie tramite un freestyle sulla base di Follow God, pubblicato su Instagram il 9 dicembre. L'ultima performance in un concerto con il coro Sunday Service ci fu a Skid Row, distretto della Downtown di Los Angeles, il 29 dicembre.

## Accoglienza
Follow God ricevette delle recensioni generalmente positive da parte della critica specializzata; in molti lo considerarono il brano migliore di Jesus Is King.
Brian Josephs di Entertainment Weekly definì la canzone come «il thriller post-Life of Pablo più palpabile» di West, aggiungendo che la sua strofa è «un flusso surreale di consapevolezza». Wren Graves di Consequence scrisse che la struttura della canzone ricorda «i trucchi più vecchi» del rapper, commentando che «non è solo la miglior produzione nell'album: è anche il Kanye più lucido e crudo». Scrivendo per il The Atlantic, Spencer Kornhaber paragonò la «concentrazione e facilità» del flow di West a quello di Watch the Trone, album realizzato in collaborazione con il rapper Jay-Z, mentre Ross Horton di Line of Best Fit considerò la traccia come «un ricordo nauseabondo di quanto era buono Ye nel passato», sottolineandone «il beat a prova di proiettile», il rapping «graffiante e veloce» e le rime «strette».
Jordan Bassett di NME definì la canzone «martellante», paragonando il «ritmo rimbalzante» a quello presente nell'album del 2018 Ye, mentre Neil Z. Yeung di AllMusic citò lo «slapping della base» come uno dei punti di forza presenti in Jesus Is King, i quali secondo lui sono frutto di un «meticoloso studio». Brendan Klinkeberg di Rolling Stone descrisse il sample dei Whole Truth come «sbalorditivo fino al collo»; Roisin O'Connor del The Independent ne apprezzò «l'inflessione funk», aggiungendo che la canzone «possiede una delle strofe di West più taglienti, consegnata in uno stile stranamente impassibile»; d'altro canto, Dean Van Nguyen di The Guardian lo descrisse come «scarno» e richiamante Bound 2, singolo di West del 2013, mentre il giornalista del Chicago Tribune Greg Kot disse che il singolo rievoca le vecchie pubblicazioni del rapper dove aveva «un talento per far rivivere e ricontestualizzare in modo accurato piccoli frammenti di soul». In una recensione per Clash, Will Rosebury considerò il sample come parte complementare della batteria «incredibile» della canzone.
Rawita Kameir di Pitchfork scrisse che, nonostante Jesus Is King presenti la mancanza di vulnerabilità che ha reso West «un artista straordinariamente avvincente», Follow God sia un'eccezione perché «spinge a considerare, per quanto superficiale, cosa significa essere simile a Cristo». Nella sua recensione, Phoebe Luckhurst di Evening Standard considerò il singolo come «il migliore in un gruppo abbastanza povero». Joey Chini di Exclaim! lo dipinse come «l'unico degno di nota» dell'album, aggiungendo che nonostante sia «dolorosamente breve», è un «ritorno alla forma» di West «verso la giusta direzione». In contrapposizione, Andrew R. Chow di Time si rivelò critico nei confronti del rapper per non aver sviluppato una metafora con Dio, chiamando Follow God un «rifiuto» di canzone proveniente dall'album di Pusha T Daytona, pubblicato nel 2018.

### Classifiche di fine anno
La rivista statunitense Complex inserì Follow God alla quarantanovesima posizione della sua Top Songs del 2019. Eric Skelton, giornalista della rivista, disse che la traccia ricorda un «dono musicale duraturo», e che la produzione alla «Ye stile vintage dovrebbe piacere a chiunque desideri il ritorno del vecchio Kanye». Follow God venne classificata come ottantasettesima canzone più popolare del 2019 nella Hottest 100 della stazione radiofonica australiana Triple J.

## Video musicale

### Video Musicale

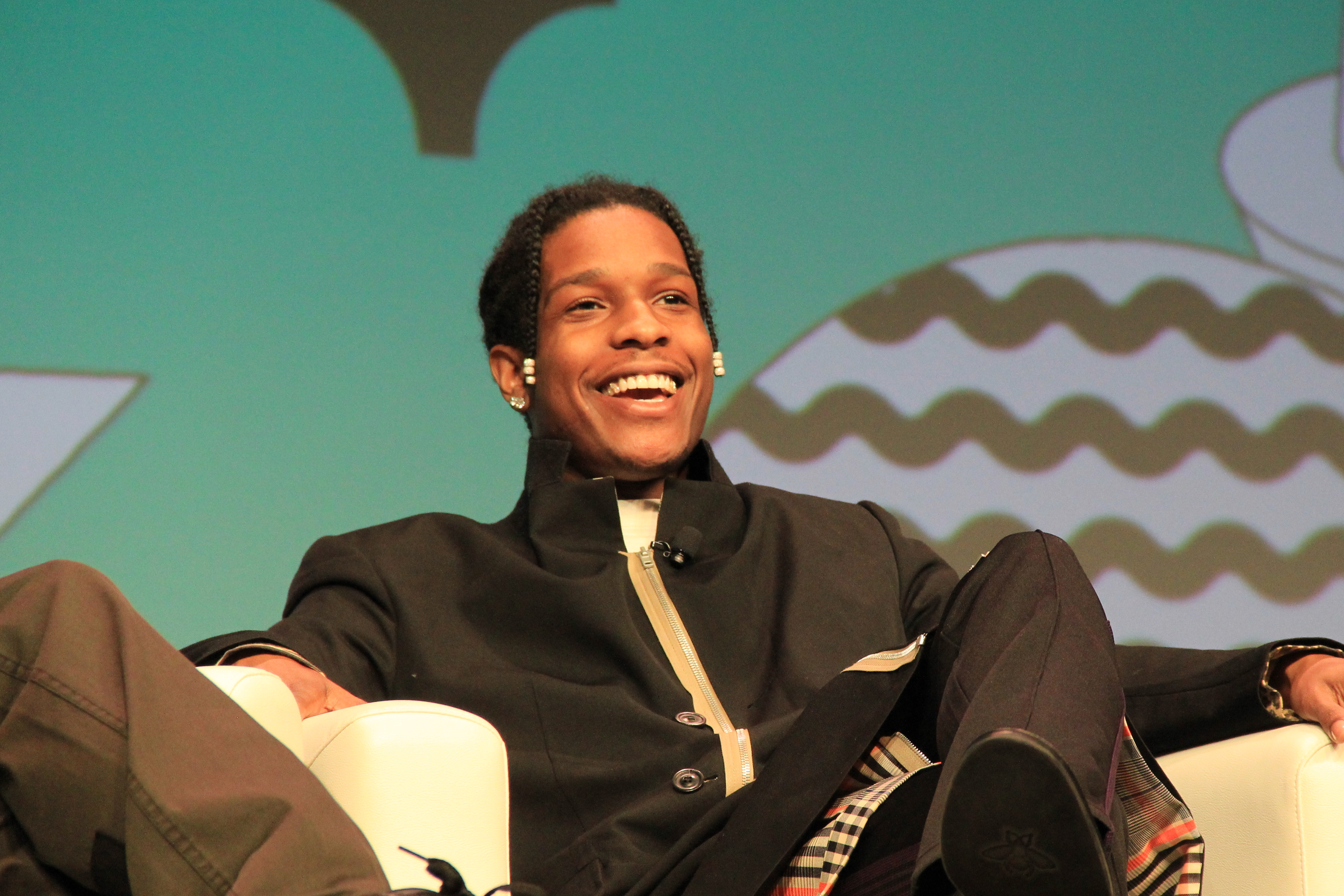
Il rapper ASAP Rocky ha partecipato, al fianco di Tyler, the Creator alla proiezione in anteprima del video musicale

Il videoclip venne diretto da Jake Schreier e girato al ranch di West a Cody, nello Stato del Wyoming. È il primo video dove sono presenti sia Kanye che suo padre, Ray West. La moglie del cantante, Kim Kardashian, pubblicò un'anteprima del video sulle sue storie di Instagram il 6 novembre 2019, nonostante la data di uscita ufficiale non fosse stata ancora stabilita al tempo.
Nello stesso giorno, West affittò un negozio Burberry a New York per una proiezione privata del videoclip. La proiezione venne ripetuta più volte, con la partecipazione dei colleghi rapper Tyler, the Creator e ASAP Rocky. Il video venne pubblicato sia su YouTube che su Twitter il 7 novembre 2019, come primo brano di Jesus is King a ricevere un video musicale.

### Sinossi

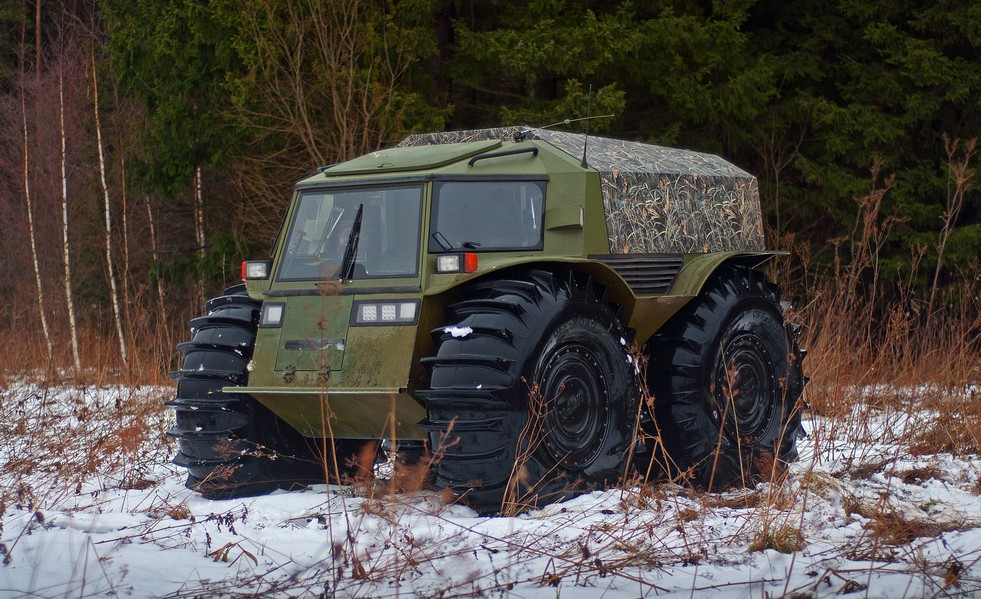
Kanye e Ray West guidano un ATV nel video musicale

La scena di apertura del video è una camminata sulla neve di Kanye e Ray West; quest'ultimo parla fuori campo, ponendo la domanda «cosa significa realmente seguire Dio?». Ray continua descrivendo quando Kanye e i suoi fratelli si sentivano spaventati la prima volta che hanno camminato sulla neve. Kanye indossa una felpa arancione, un gilet bianco, guanti marroni e dei pantaloni termici. I due salgono a bordo di un ATV e lo guidano; successivamente, lo scambiano per un veicolo più grande. Contemporaneamente, compaiono anche delle scene dove i due ballano, o dove Kanye mima il suo stesso grido. Il video termina con un messaggio scritto su sfondo blu, che recita: 
(Messaggio a fine video)

### Accoglienza
Craig Jenkins di Vulture scrisse che il videoclip di Follow God continua la serie di video girati in auto iniziata con Flashing Lights del 2007 e Otis del 2011. Jenkins trovò l'ambientazione simbolica per West, a causa del richiamo di Ray un'epoca in cui i suoi figli non vedevano mai la neve, mentre adesso il cantante possiede dei terreni che i nipoti di Ray potrebbero usare come «cortile». Tosten Burks di Spin affermò che la connessione tra Kanye e suo padre rese il video «una delle cose più affascinanti che Kayne ha pubblicato da qualche tempo a questa parte». Thom Waite di Dazed ritenne che il video mostrasse la relazione dei due molto migliore rispetto a quanto suggerito dal testo della canzone. Il videoclip raggiunse oltre 1,6 milioni di visualizzazioni nelle prime 14 ore dalla sua pubblicazione.

## Tracce
Testi di Kanye West,  Aaron Butts, Bryant Bell, Calvin Eubanks, Curtis Eubanks, Jahmal Gwin, musiche di Kanye West, BoogzDaBeast, Xcelence.
1. Follow God – 1:45

## Formazione
Musicisti
- Kanye West − voce, produzione

Produzione
- BoogzDaBeast − produzione
- Xcelence − produzione
- Mike Dean − mastering, missaggio
- Jess Jackson − missaggio
- Andrew Drucker − ingegneria della registrazione
- Josh Bales − ingegneria della registrazione
- Josh Berg − ingegneria della registrazione
- Randy Urbanski − ingegneria della registrazione

## Successo commerciale

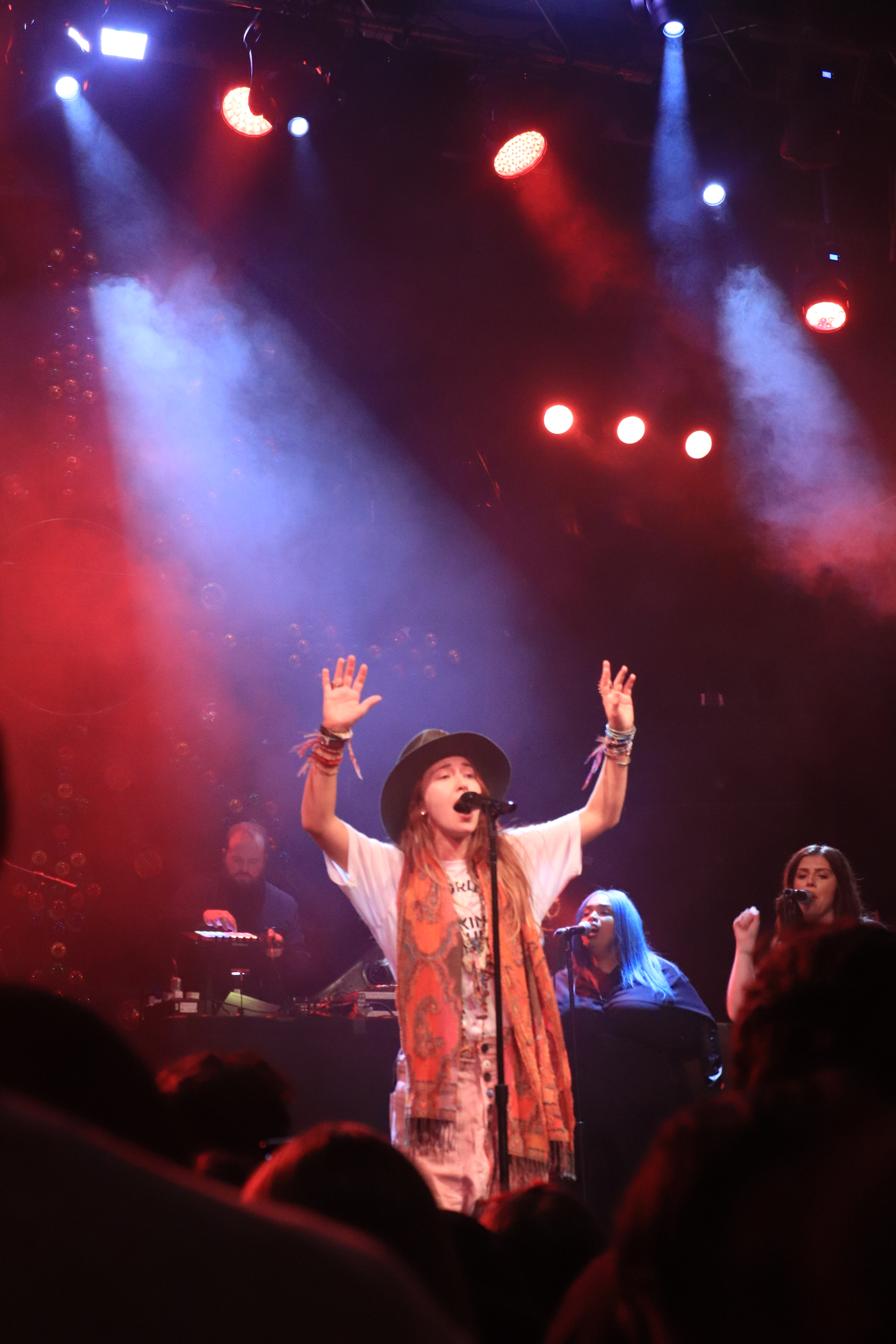
Lauren Daigle è l'artista che, prima dell'entrata di Follow God, dominava la vetta della Christian Songs da sessantasei settimane con il singolo You Say

### America del Nord
Seguente la pubblicazione di Jesus Is King, il singolo Follow God debuttò al settimo posto nella classifica statunitense Billboard Hot 100, diventando la traccia del disco che raggoiunse la posizione più alta, nonché ottavo brano di West a debuttare in top 10 e diciottesimo a raggiungerla. Follow God ricevette 34 milioni di stream e venduto 8 000 copie pure nella prima settimana di pubblicazione; inoltre, fu presente nella classifica per sei settimane.
Follow God fu anche il singolo di maggior successo per West nella Christian Songs, dove debuttò in cima alla classifica detronando You Say di Lauren Daigle, in vetta da sessantasei settimane. Arrivò in vetta anche nella classifica Gospel Songs, sempre stilata da Billboard, dove mantenne la posizione per ventiquattro settimane. Nella Hot R&B/Hip-Hop Songs il singolo debuttò in terza posizione, restando il classifica per un totale di sei settimane. Nella seconda settimana di pubblicazione, il singolo scese alla trentasettesima posizione della Billboard Hot 100, mentre restò in vetta alla Christian Songs e alla Gospel Songs. A dicembre 2019 Follow God venne certificato disco di platino dalla RIAA, per un totale di vendite equivalenti a 500 000 unità.

### Europa
Nella Official Singles Chart britannica il singolo esordì in 6ª posizione con delle vendite pari a 32 806 unità nella prima settimana. La canzone rimase in classifica per sei settimane, diventando la ventesima top ten di West nel Paese.

## Classifiche
| Classifica (2019) | Posizione massima |
| ----------------- | ----------------- |
| Australia         | 7                 |
| Austria           | 29                |
| Belgio (Fiandre)  | 51                |
| Belgio (Vallonia) | 78                |
| Canada            | 6                 |
| Danimarca         | 11                |
| Estonia           | 9                 |
| Francia           | 54                |
| Grecia            | 8                 |
| Irlanda           | 5                 |
| Islanda           | 12                |
| Italia            | 53                |
| Lettonia          | 4                 |
| Lituania          | 4                 |
| Norvegia          | 13                |
| Nuova Zelanda     | 6                 |
| Paesi Bassi       | 40                |
| Portogallo        | 14                |
| Regno Unito       | 6                 |
| Repubblica Ceca   | 18                |
| Singapore         | 28                |
| Slovacchia        | 8                 |
| Stati Uniti       | 7                 |
| Svezia            | 18                |
| Svizzera          | 14                |
| Ungheria          | 11                |